# Ващенко, Алексей Егорович
Алексе́й Его́рович Ва́щенко (29 октября 1921, Воскато, Витебская губерния — 5 сентября 1942, Опытная станция, Сталинградская область) — участник Сталинградской битвы, автоматчик 272-го стрелкового полка внутренних войск НКВД 10-й стрелковой дивизии внутренних войск НКВД СССР 62-й армии Юго-Восточного фронта, красноармеец. Закрыл своим телом амбразуру дзота. Посмертно награждён орденом Ленина.

## Биография
Родился 29 октября 1921 года в деревне Оскато Селищской волости Городокского уезда Витебской губернии РСФСР в крестьянской семье. Отец Алексея, — Егор Тимофеевич Ващенко, во время Первой мировой войны был трижды ранен и освобождён от обязанностей военной службы. Несмотря на это, Егор Тимофеевич во время Гражданской войны вступил в ЧОН Витебской губернии, а впоследствии служил в 10-й дивизии войск внутренней охраны ВЧК под командованием А. В. Павлова. Во время ликвидации банд С. Н. Булак-Балаховича был ранен в четвёртый раз. За участие в Гражданской войне Егор Тимофеевич Ващенко был награждён орденом Красного Знамени, а также именным оружием (шашкой), вручённым С. С. Вострецовым. Во время Великой Отечественной войны Егор Тимофеевич воевал в рядах белорусских партизан, был пленён, а после казнён. Мать, Ващенко Парасковья Петровна, пережила войну. У Алексея были сёстры и братья.
Алексей Ващенко закончил 6 классов Долгопольской школы. Был холост. Степан Архипович Воробьёв, — друг детства, вспоминал об Алексее Егоровиче: «Как в учёбе, так и на работе, Алексей был честным и принципиальным парнем, не любил болтунов, дорожил дружбой, старался помочь, если человек попал в беду. Физически был здоров и ловок». Николай Иванович Слиньков, учившийся с Ващенко за одной партой, рассказывал, что однажды Алексей спас двух школьников, которые купались в реке и начали тонуть. В школе Алексей вступил в ВЛКСМ, а затем стал комсоргом класса. Галина Алексеевна Янкевич, — учительница Алексея Ващенко, вспоминала, что он «был прилежным учеником, хорошо успевал по всем дисциплинам, но больше всего любил географию и историю». По словам педагога, он хотел стать учителем, но большой семье Ващенко были нужны рабочие руки и Алексей стал работать с отцом в колхозе. До службы в армии Алексей успел поработать молотобойцем и конюхом, неоднократно поощрялся правлением колхоза за хорошую работу.
В 1940 году призван на службу во внутренние войска НКВД СССР. С 16 августа 1942 года в составе 272-го стрелкового полка внутренних войск НКВД принимал участие в боевых действиях во время Сталинградской битвы.

## Подвиг
3 сентября 1942 года 272-й стрелковый полк НКВД, в котором служил Алексей Ващенко, держал оборону на рубеже Опытная станция — высота 146,1 — высота 53,3 — высота 147,5. Полк был не единственным подразделением, оборонявшим этот участок фронта: южнее позиции (высоты 147,5 и 143,5, посёлки Верхняя Ельшанка и Песчанка) удерживали: 169-я танковая бригада (под командованием полковника А. П. Коденца), 20-я мотострелковая бригада (около 90 бойцов под командованием полковника П. С. Ильина), курсантский полк Сталинградского военно-политического училища, 131-я стрелковая дивизия (под командованием полковника М. А. Песочина), 271-й стрелковый полк внутренних войск НКВД, огнём поддержку оказывал 73-й отдельный бронепоезд 91-го стрелкового полка войск НКВД СССР по охране железных дорог (73-й БЕПО), курсировавший по линии станция Садовая — станция Сталинград-II, а в районе станции Садовой разместились несколько Т-34 из 26-й танковой бригады. Также в зоне 272-го стрелкового полка располагались несколько батарей 1079-го зенитно-артиллерийского полка Сталинградского корпуса ПВО. Но чекисты оказались на острие атаки 71-й пехотной дивизии вермахта. Они перекрывали удобный проход к реке Пионерка, которая являлась лучшим и кратчайшим путём в центральную часть Сталинграда и к сталинградским переправам через Волгу. Вот как оценивал этот участок фронта командир 10-й стрелковой дивизии НКВД генерал-майор А. А. Сараев: «Особенно опасным было для нас направление вдоль долины реки Царицы. В случае своего успеха на этом направлении немцы могли бы выйти по лощине в центр Сталинграда, что поставило бы гарнизон города и 62-ю армию в критическое положение». 4 сентября ситуация обострилась до такой степени, что немецкие автоматчики прорвались на командный пункт полка. Штабные работники под командованием батальонного комиссара Ивана Мефодьевича Щербины смогли отбросить наступающих и выровнять положение.

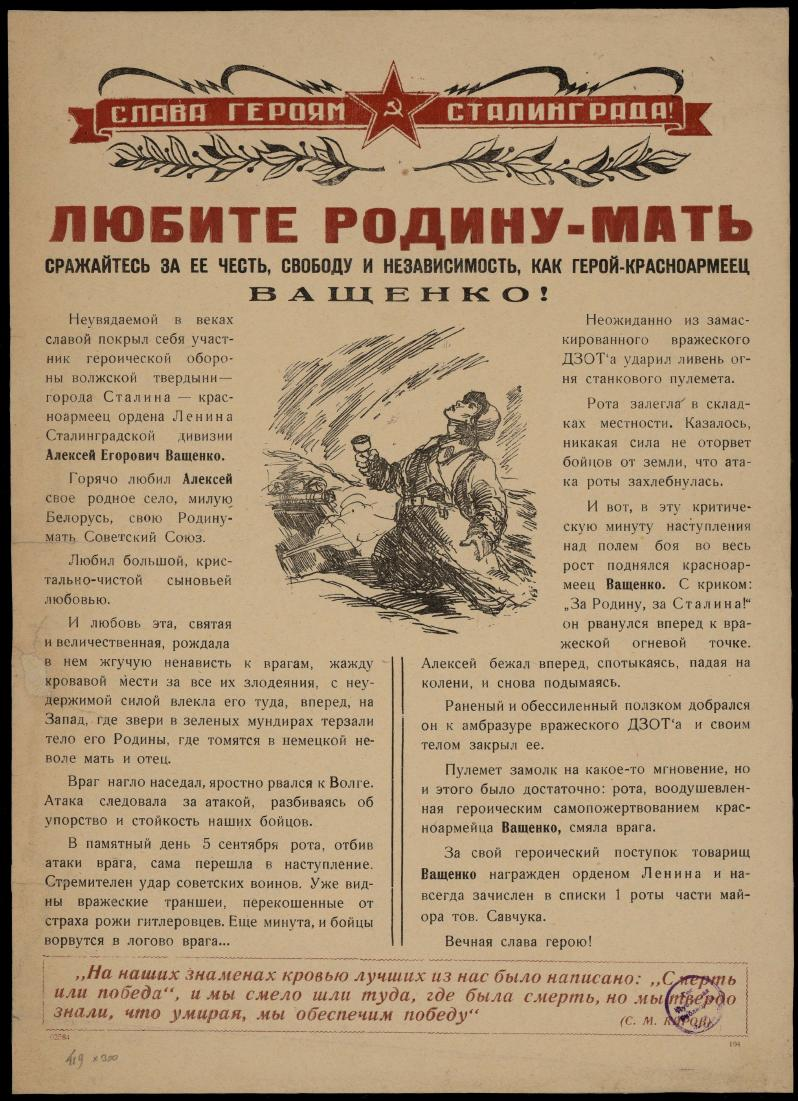
Листовка, посвящённая подвигу красноармейца А. Е. Ващенко

5 сентября основной удар пришёлся по 1-му стрелковому батальону, удерживавшему высоту 146,1. В первой половине дня противник занял высоту. Совместной атакой 1-го и 2-го стрелковых батальонов ситуация была восстановлена. Положение было столь серьёзным, что одну из контратак лично возглавил командир полка майор Г. П. Савчук. Потери в личном составе полка были тяжёлыми: 88 человек убиты (из них 19 офицеров и 14 младших командиров), 180 пропали без вести (включая 10 офицеров и 20 младших командиров), 192 человека ранены (в том числе 19 офицеров и 38 младших командиров). Со своей стороны чекисты заявили об уничтожении 700 человек и 17 танков противника.
Именно в этом бою красноармеец Алексей Егорович Ващенко закрыл своим телом пулемётную точку. Рота автоматчиков, в которой служил Алексей Егорович, выдвинулась во фланг и контратаковала противника, но была вынуждена залечь под пулемётным огнём. Ващенко сумел подобраться к пулемётному гнезду, но попытка уничтожить пулемёт гранатой не удалась, а Ващенко был тяжело ранен очередью из пулемёта. Тогда Алексей бросился на пулемёт и закрыл его своим телом, чем способствовал продвижению роты. Военфельдшер полка Е. Г. Коленская так описала подвиг красноармейца: «На моих глазах был ранен А. Ващенко, а затем с большим усилием поднялся и закрыл своим телом амбразуру дота. Этот боец был из роты автоматчиков, прибывших на помощь нашему батальону». Боец 272-го полка Андрей Илларионович Баранник вспоминал этот бой: «Тогда солдат Алексей Ващенко, белорус, подал команду: „За мной!“, бросился на дзот и закрыл амбразуру. Мы ворвались в дзот и трёх немцев, которые были там, уничтожили. Мы выбили немцев из траншей и восстановили положение».
Политотдел 10-й стрелковой дивизии внутренних войск НКВД издал для агитаторов бюллетень, в котором описал подвиг Алексея Егоровича. Этот бюллетень зачитывался во всех подразделениях дивизии. Подвигу Алексея Ващенко была посвящена листовка (на илл.), которую напечатали и распространяли в воинских частях.
10 октября 1942 года командир полка майор Г. П. Савчук подписал наградной лист на награждение Алексея Ващенко орденом Красного Знамени посмертно. 11 октября командир дивизии полковник А. А. Сараев изменил награду на орден Ленина. 25 октября 1942 года красноармеец А. Е. Ващенко был награждён орденом Ленина (посмертно).

## Память

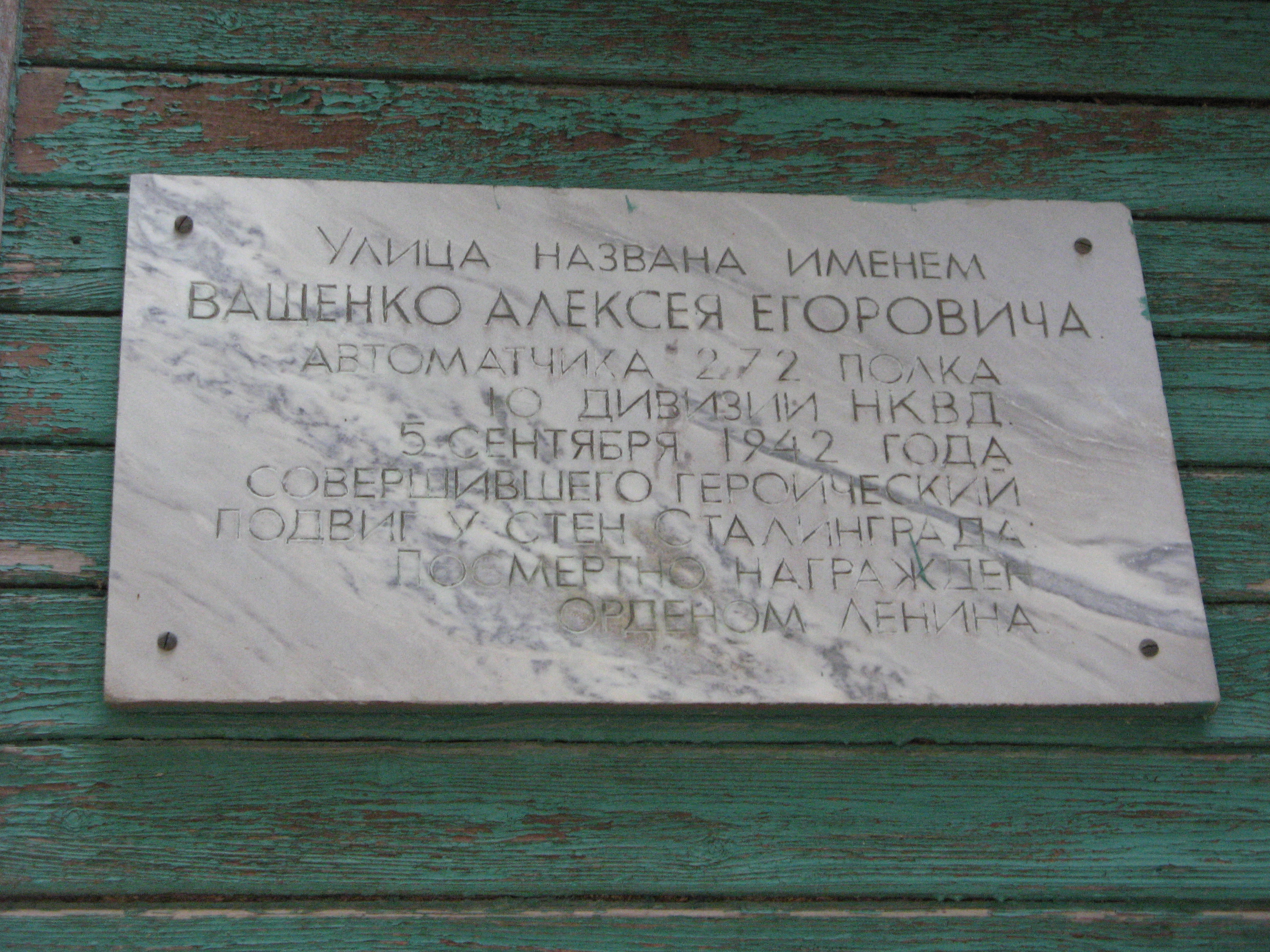
Мемориальная табличка на улице Ващенко в Волгограде

25 августа 1954 года именем красноармейца А. Е. Ващенко в Волгограде названа улица. 24 сентября 1983 года по адресу улица Ващенко, дом 47 была открыта мраморная доска: «Улица названа именем Ващенко Алексея Егоровича, автоматчика 272-го полка 10-й дивизии НКВД, 5 сентября 1942 года совершившего героический подвиг у стен Сталинграда».
В 1985 году красноармеец А. Е. Ващенко был навечно включён в списки в/ч 5402 (508-й конвойный полк МВД СССР).
В одном из стихотворений Лев Ошанин писал: «Вовек не забудет советский народ, как насмерть стояла пехота, как Ващенко грудью закрыл пулемёт в бойнице немецкого дота… Недаром зовут сталинградцами нас. Мы город родной отстояли, не дрогнули в грозный, решительный час, священную клятву давали».

## Комментарии
1. ↑  Посёлок Оскато: 55°33′24″ с. ш. 29°47′23″ в. д.HGЯO
2. ↑  Высота 146,1: 48°43′35″ с. ш. 44°23′52″ в. д.HGЯO
3. ↑  Высота 53,3: 48°42′51″ с. ш. 44°23′40″ в. д.HGЯO
4. ↑  Высота 147,5: 48°42′01″ с. ш. 44°25′13″ в. д.HGЯO
5. ↑  Улица Ващенко 48°38′59″ с. ш. 44°25′27″ в. д.HGЯO